# Јирген Ребер
Јирген Ребер (Гернроде, 25. децембар 1953) је бивши немачки фудбалер, а садашњи фудбалски тренер.

## Каријера

### Играч
Његова каријера у Бундеслиги трајала је 12 година, уз годину дана прекида када је играо у Канади и Енглеској. Највећи успех као играч је остварио освајањем првенства Немачке са Бајерном у сезони 1980/81. Играо је на позицији везисте.

### Тренер
Ребер је тренирао нижеразредни Ротвајс из Есена, а затим и Штутгарт, берлинску Херту, коју је за шест година довео из Друге лиге до Лиге шампиона, а седео је и на клупи Волфсбурга.
У октобру 2005. године је постављен за тренера Партизана, и на тој позицији се задржао до краја сезоне 2005/06. Партизан је под вођством Ребера одиграо 21 првенствену утакмицу и остварио учинак од 15 победа, четири ремија и два пораза, уз гол-разлику 40:13. Поред тога, елиминисан је у једином мечу Купа СЦГ од српсколигаша Тимока (1:1, 5:6). Немац је преузео црно-беле уочи дербија у деветом колу и у том моменту Партизан је делио друго место на табели са Црвеном звездом, оба тима су имала по 19 бодова. Јесен је завршио са три бода мање од црвено-белих, а после катастрофалних игара у пролећном делу првенству, Ребер се опростио са "минус седам".
Током сезоне 2006/07. је кратко тренирао Борусију из Дортмунда. Ребер је након само осам утакмица на клупи "милионера" поднео оставку. Он се на тај корак одлучио након првенственог пораза од Бохума 0:2. У моменту Реберове оставке Борусија се налазила на 13. месту табеле Бундеслиге са бодом више од тимова који се налазе у зони испадања.
У августу 2008. године је преузео руског премијерлигаша Сатурн. У мају 2009. је добио отказ у овом клубу након што је у новој сезони руске Премијер лиге, Сатурн био на претпоследњем месту, уз само 5 бодова из 8 утакмица.